# 韓魏國大長公主
韩魏国大长公主（1051年—1123年），宋英宗第三女。母宣仁圣烈皇后。
始封寿康公主，改祁国公主、卫国公主，下嫁张敦礼。进冀国大长公主，改秦国大长公主、越国大长公主、楚国大长公主，後加封為韓、魏國大长公主。政和三年（1113年），改贤德懿行大长帝姬。宣和五年（1123年），去世。